# Chrain

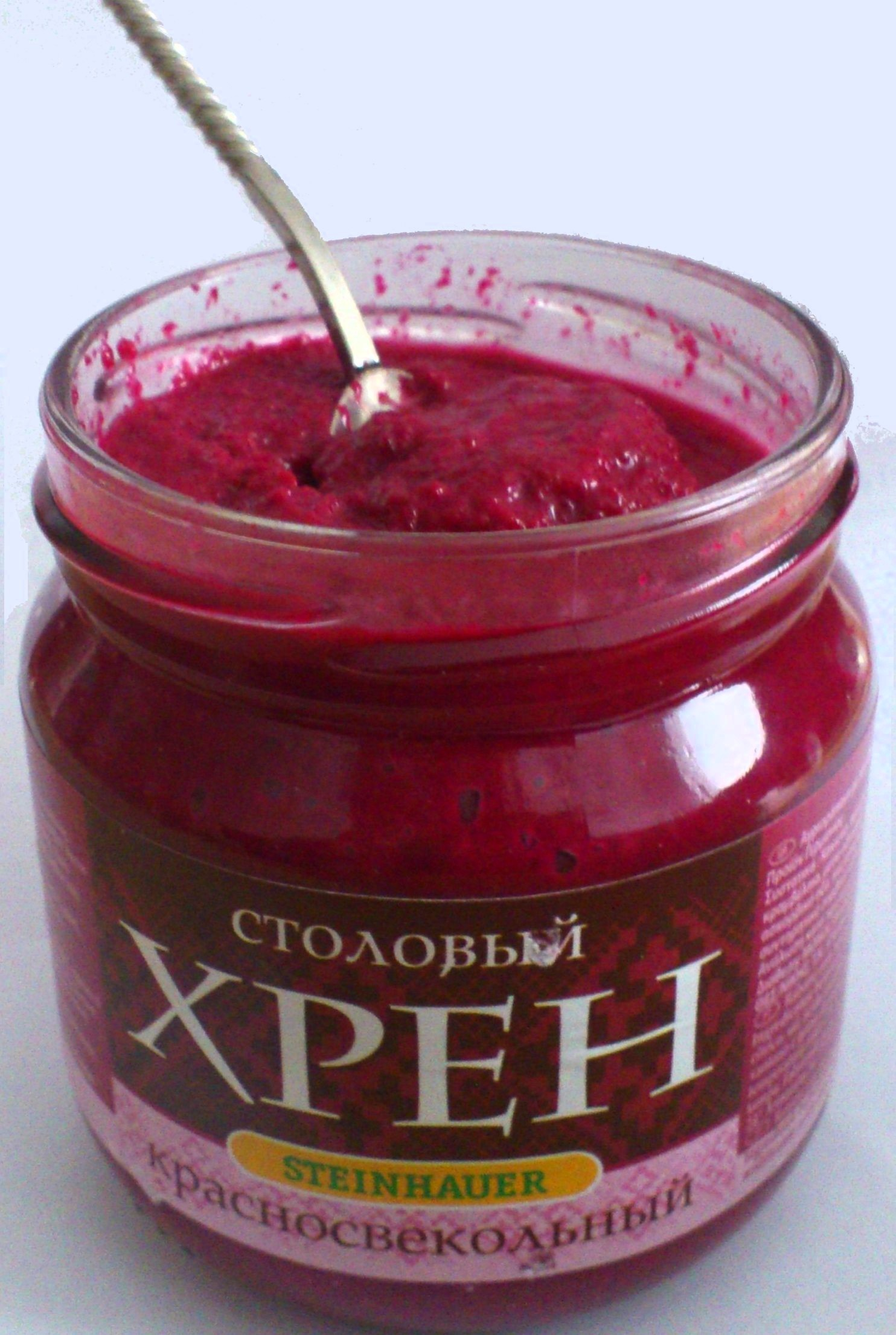
stolovyj chren

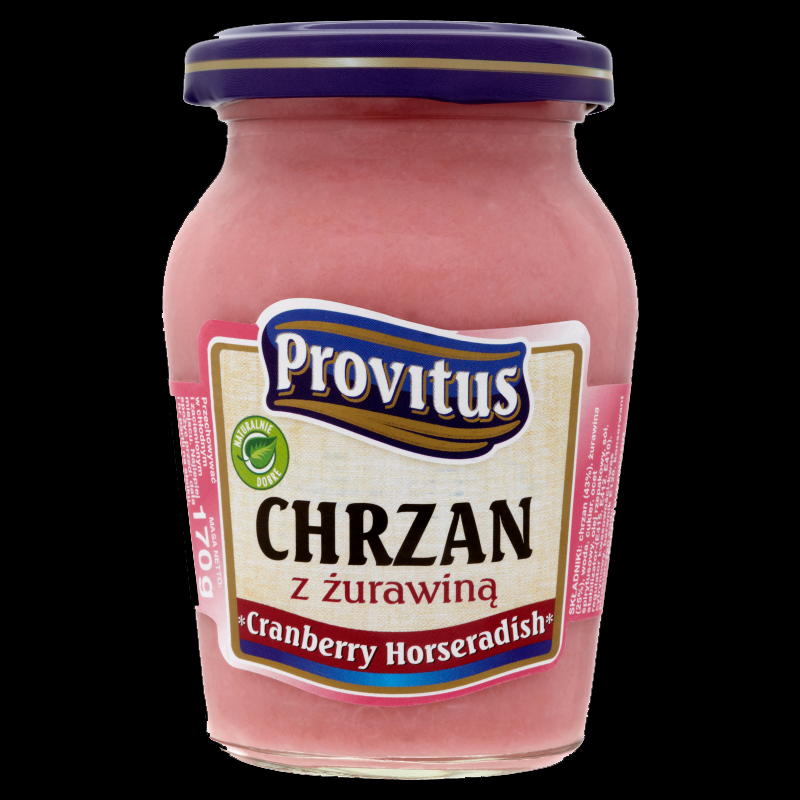
raifort aux airelles

Le chrain (slovaque : chren ; tchèque : křen ; allemand : Meerrettich ou Kren à l'Est ; polonais : chrzan ; roumain : hrean, russe : хрен ; ukrainien : хрiн, khrin ; yiddish : כריין) est une sauce à base de raifort à la betterave rouge, parfois à la tomate, aux airelles, originaire d'Europe orientale, utilisée en particulier pour accompagner le kholodetz (fromage de tête russe) ou la charcuterie et la viande en Pologne. 
Il est également utilisé comme accompagnement pour le gefilte fisch, consommé lors du repas de shabbath ou de jours de fête par les communautés juives ashkénazes originaires d'Europe de l'Est.